# Slamabborre
Slamabborre (Acantharchus pomotis) är en sötvattensfisk i ordningen abborrartade fiskar, som finns i östra USA.

## Utseende
Slamabborren har en hög, från sidorna ihoptryckt kroppsform med stora ögon och mun, den senare med överbett. Ryggfenan består av två delar, den främre med 10 till 12 taggstrålar, och den bakre med 9 till 13 mjukstrålar. Kroppsfärgen är mörkare till ljusare grönaktig, och huvud och kropp har 3 till 4 svarta längsstrimmor. Gällocket har en svart fläck, som kan övergå till orange hos större individer. Längden kan som mest nå upp till 21 cm, men den är oftast mindre.

## Vanor
Arten är en bottenlevande sötvattensfisk, som finns i små till medelstora vattendrag och sjöar med gyttjebotten. Den är nattaktiv och uppträder sällan i några större mängder. Födan består av ryggradslösa djur, framför allt märlkräftor, mindre arter av tiofotade kräftdjur, trollsländor och skalbaggar. Större individer kan även ta fisk.

### Fortplantning
Hanen gräver ut ett bo på dybotten, ofta bland alger eller växtrötter. Efter det honan lagt äggen där, bevakas de av hanen.

## Utbredning
Slamabborren finns i delstaterna längs USA:s östkust från New York till Florida med undantag för Pennsylvania och South Carolina.

## Status
Arten är utrotad från Pennsylvania och troligen utdöd i New York. I övriga delstater är den mer eller mindre hotad, utom i New Jersey och North Carolina, där den betraktas som "troligen ohotad" (apparently secure). Orsakerna till nedgången tros framför allt vara vattenföroreningar och -regleringar.